# Тит Геній Север
Тит Ге́ній Севе́р (лат. Titus Hoenius Severus; II століття) — політичний і державний діяч часів Римської імперії, ординарний консул 141 року. 

## Біографія
Походив ймовірно з італійського регіону Умбрія, міста Fanum Fortunae (сьогодні це Фано), де того часу у надписах зустрічався номен Геній. Про нього відомо тільки те, що 141 року він обіймав посаду ординарного консула разом з Марком Педуцієм Стлогою Присціном.

## Сім'я
- Син Тит Геній Север, консул-суффект 170 року.